# Marinläkarkåren
Marinläkarkåren (MLK) i Sverige i organiserades 1902 och omfattade intill 1969 Svenska flottans och Svenska kustartilleriets läkare. Dessförinnan lydde flottans läkare direkt under Medicinalstyrelsen. 
Flottan har i sjukvårdshänseende samma historia som Svenska armén. Redan 1535 omtalas så kallade "bardskärer" vid flottan; de anställdes vanligen för varje sjöexpedition, varefter de hemförlovades; någon sjukvård på de så kallade skeppsgårdarna förekom ej till en början, utan de sjuka sändes vanligen till sina hemorter att vårdas där. För övrigt var dessa bardskärer eller fältskärer svåra att anskaffa (1567 års sjögående flotta på 47 segel hade blott 17 fältskärer). Då de dessutom var ganska okunniga och de hygieniska anordningarna ombord särdeles bristfälliga, härskade ofta vid flottan liksom vid hären stor sjuklighet och dödlighet som förlamade krigsföretagen. 
I och med ordnandet av läkarutbildningen i riket och Fältläkarkårens uppsättande i början av 1800-talet blev förhållandena bättre. Emellertid framgick, i sammanhang med flottans nydaning och utvidgning mot slutet av nämnda århundrade, behovet av mera självständigt ordnad sjukvård för densamma. Sjötjänstgöringen kräver specialutbildade läkare och enligt statsmakternas beslut 1902 uppsattes därför en marinläkarkår. Denna uppgick 1969 i Försvarets medicinalkår.